# أولاد الشوارع (فلم)
أولاد الشوارع فيلم مصري إنتاج عام 1951م، تأليف وإخراج وبطولة يوسف وهبي، سبق فيها يوسف وهبي عصره في التحدث عن قضية أولاد الشوارع وكيفية علاجها.

## أبطال الفيلم
- يوسف وهبى (الضابط فايز)
- مديحة يسرى (كريمة زوجة فايز)
- زوزو ماضى (سميحة شقيقة كريمة)
- سراج منير (عريبة المجرم)
- فاخر فاخر (تاج - عزوز)
- شكري سرحان (فريد)
- عمر الحريري (زكى)
- رشدي أباظة (ضابط زميل فريد)
- حسن البارودي (عثمان بك)

## قصة الفيلم
تدور أحداث الفيلم حول الضابط فايز الذي يجد طفل رضيع في الشارع وضعته أمه هناك لتخفيه من أبيه المجرم الذي أراد أن يقتله انتقاما من أمه التي أخذت عليه حكم نفقة وذهبت إلى منزل الضابط فريد لتوصيه أن يعتني بالولد ثم ماتت وقبض على أبيه ربى فايز وزوجته كريمة الولد مع أولادهما وسمياه تاج .
كانت سميحة أخت كريمة متزوجة من رجل صعيدى لا تحترمه وكذلك ابنه زكى لا يحترمه وكانت تزوجته فقط لغناه .كبر تاج مع أولاد فايز الذي ترقى ونال البكوية وصار مديرا لإصلاحية الأحداث بالجيزة وكان يعامل الأولاد برفق ولين ليجعلهم مواطنين صالحين ورفع عريبة قضية لضم ابنه تاج أو عزوز وحكم له بالضم وكبر عزوز وصار لصا كبيرا
وكبر فريد ابن فايز بك وصار ضابطا وكبر زكى ابن سميحة وصار ولدا فاسدا لسوء تربيته واتفق مع عزوز و عريبة على سرقة فيلا عثمان بك والده وعلم فريد وزميله بذلك ونصبوا لهم كمينا مع فايز بك وقبض عليهم ولكن قبل ذلك حاول عريبة قتل فايز بك ولكن عزوز قتله حيث تذكر أيام الطفولة وتربية فايز بك له.

## روابط خارجية
- مقالات تستعمل روابط فنية بلا صلة مع ويكي بيانات